# Сан Висенте (департамент)
Сан Висенте (на испански: San Vicente) е един от 14-те департамента на централноамериканската държава Салвадор. Намира се в централната част на страната. Площта му е 1184 квадратни километра, а населението – 190 093 души (по изчисления за юни 2020 г.).

## Общини
Департаментът се състои от 13 общини, някои от тях са:
1. Верапас
2. Сан Висенте
3. Санта Клара
4. Санто Доминго
5. Тепетитан